# Giàn khoan dầu Hải Dương 981
Giàn khoan dầu HD-981 (tiếng Trung: 海洋石油981; Hán-Việt: Hải Dương Thạch Du 981; bính âm: Hǎiyáng Shíyóu 981; tên viết tắt tiếng Anh: CNOOC 981; báo chí tiếng Việt còn gọi là "Hải Dương-981" hoặc gọi tắt là "HD-981") là giàn khoan biển sâu kích cỡ lớn đầu tiên do Trung Quốc sản xuất và do Tổng công ty Dầu khí Hải dương Trung Quốc (CNOOC) sở hữu. HD-981 dài 114 m, rộng 90 m, cao 137,8 m và nặng 31.000 tấn; diện tích boong của giàn khoan có kích thước bằng một sân bóng đá chuẩn. Giàn khoan này có khả năng khoan sâu tối đa 12.000 m.
Theo Tân Hoa xã, giàn khoan chính thức được Trung Quốc đưa vào hoạt động vào ngày 9 tháng 5 năm 2012, tiến hành khoan trên biển lần đầu tiên tại một khu vực trên Biển Đông, cách Hồng Kông 320 km về phía đông nam, ở độ sâu 1.500 m.
Trung Quốc đã đầu tư 6 tỉ nhân dân tệ (952 triệu đô la Mỹ) cho HD-981. Tập đoàn đóng tàu quốc gia Trung Quốc đã mất trên ba năm mới hoàn tất giàn khoan HD-981.

## Vụ giàn khoan HD-981
Ngày 02 tháng 5 năm 2014, Trung Quốc kéo giàn khoan Hải Dương 981 vào khu vực Biển Đông gần quần đảo Hoàng Sa, nơi mà Việt Nam và Trung Quốc đều khẳng định đây là vùng biển thuộc chủ quyền của mình, để thăm dò dầu khí. Việc đó dẫn tới những căng thăng về quan hệ giữa 2 Đảng Cộng sản cũng như giữa 2 nước Việt Nam và Trung Quốc.